# Pic Schrader
Pic Schrader lub Grand Batchimale – szczyt w Pirenejach. Leży na granicy między Francją (departament Pireneje Wysokie) a Hiszpanią (prowincja Huesca, w regionie Aragonia). Należy do podgrupy "Gistaín/Chistau" w Pirenejach Centralnych.
Pierwszego wejścia dokonali Franz Schrader i Henri Passet 11 sierpnia 1878 r.